# Progreso Lakes
Progreso Lakes é uma cidade localizada no estado norte-americano de Texas, no Condado de Hidalgo.

## Demografia
Segundo o censo norte-americano de 2000, a sua população era de 234 habitantes.
Em 2006, foi estimada uma população de 256, um aumento de 22 (9.4%).

## Geografia
De acordo com o United States Census Bureau tem uma área de
5,6 km², dos quais 5,4 km² cobertos por terra e 0,2 km² cobertos por água.

## Localidades na vizinhança
O diagrama seguinte representa as localidades num raio de 12 km ao redor de Progreso Lakes.